# Сиффредий
Сиффредий  (лат. Siffredus, фр. Siffrein, + VII век, Карпантра, Франция) — святой Римско-Католической Церкви, епископ.

## Биография

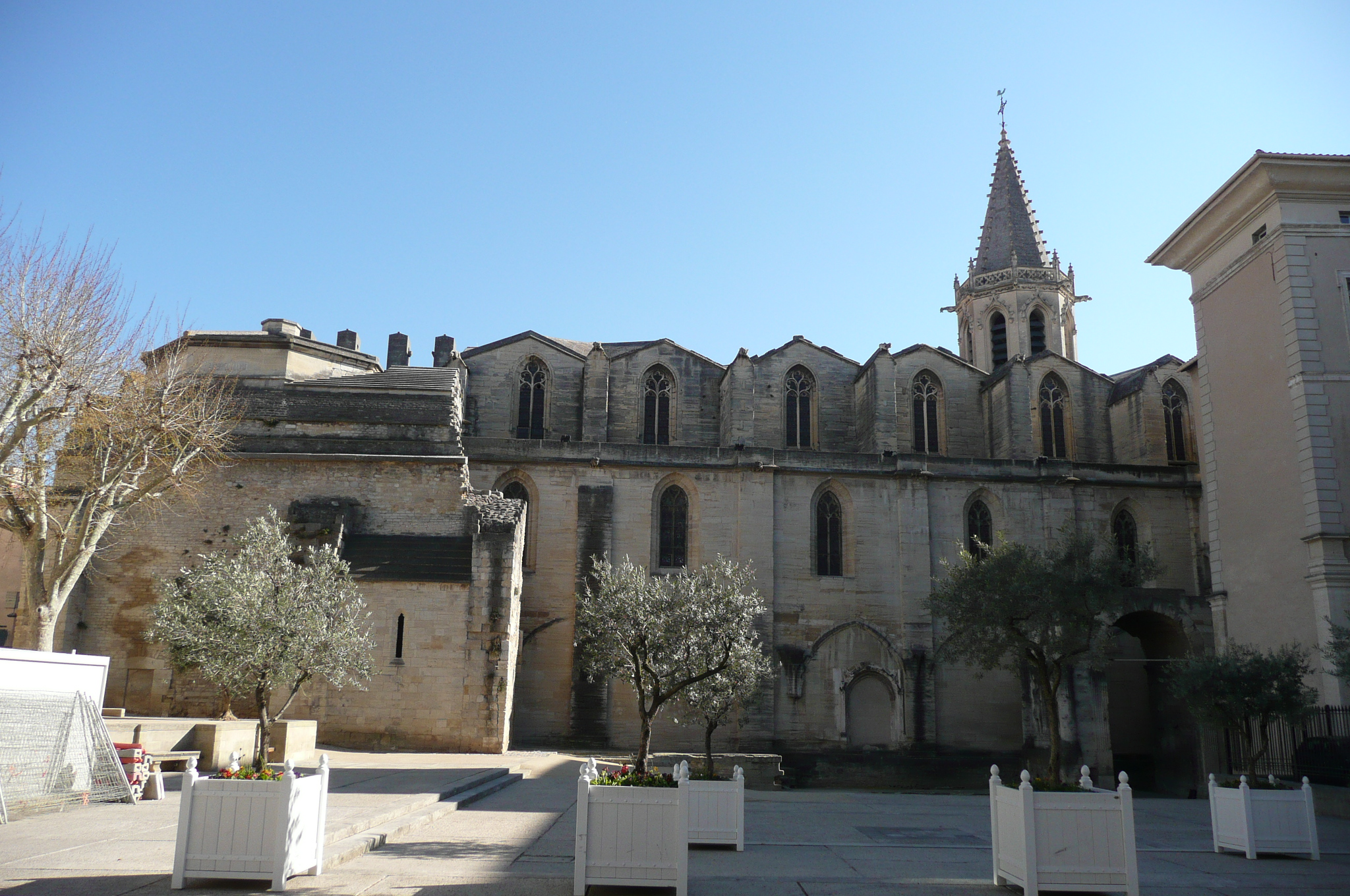
Церковь святого Сиффредия в Карпантра

Прежде чем стать епископом города Карпантра, Сиффредий был монахом бенедиктинского аббатства. В начале VII века он был назначен епископом епархии Карпантра. Во время своего епископства Сиффредий строил в своей епархии церкви и основывал монастыри. Религиозная католическая традиция говорит, что Сиффредий вёл суровую, аскетическую жизнь, ревностно исполняя свои обязанности, заботился о бедных и нуждающихся. 
Дата смерти Сиффредия зафиксирована 27 ноября и с XI века является днём его памяти. Его мощи были спасены местным католическим священником во время Французской революции 1793 года и хранятся ныне в Карпантра, в бывшем кафедральном соборе, который посвящён его имени.

## Источник
- Reyne, André, 1983: Saint Siffrein: évêque et patron de Carpentras. Avignon: Aubanel